# Агата Крісті (гурт)
«Аґата Крісті» (рос. Агата Кристи) — радянський і російський рок-гурт, один з найбільш популярних в країні в середині і в другій половині 1990-х років. Заснований в 1988 році в Свердловську (нині Єкатеринбург) Вадимом Самойловим, Олександром Козловим і Петром Маєм. Під час запису альбому «Второй фронт» до гурту приєднався молодший Самойлов — Гліб. Згодом склад неодноразово змінювався, але її вокалістами незмінно залишалися брати Самойлови. Вони ж, разом з Олександром Козловим, є авторами всіх пісень «Агати Крісті».

## Історія гурту

### ВІА РТФ УПІ (1985—1988)
Історія Агати Крісті почалася в 1985 році, коли на базі радіотехнічного факультету (РТФ) Уральського політехнічного інституту (УПІ) в Свердловську (нині Єкатеринбург) студентами Вадимом Самойловим, Петром Маєм і Олександром Козловим був заснований музичний колектив під назвою ВІА «РТФ УПІ». Всі троє були вихідцями з міста Асбест, вчилися в одній школі (В. Самойлов та П. Май в одному класі) і разом виступали у шкільному ансамблі.
Початківці музиканти випустили кілька альбомів: «Если» (1985), «Голос» (1986) і «Свет» (1987). Оскільки ніяких оригінальних назв ніхто з учасників гурту придумати не міг, Вадим Самойлов запропонував назвати її на честь Жака-Іва Кусто, чиїм шанувальником він тоді був, однак його ідею не підтримали. Коли зайшла мова про те, щоб використовувати ім'я іншої відомої людини, Олександр Козлов запропонував англійську письменницю Агату Крісті. Одним із мотивів такої назви, можливо, було те, що її ініціали — А. К. — збігалися з його власними. Колектив також брав участь в КВН, виступаючи з музичними номерами у складі команди УПІ «Уральські Двірники» (фіналіст вищої ліги).

### Початок творчості (1988—1992)

#### Второй фронт
Офіційним днем народження гурту вважається день їх першого концерту, який відбувся 20 лютого 1988 року в залі № 2 Уральського політехнічного інституту. Перед аудиторією приблизно у двісті чоловік була представлена програма під назвою «Второй фронт» і деякі більш нові пісні. До цього моменту повноцінним учасником гурту став Гліб Самойлов (до нього на басу грав Олександр Кузнєцов).
Альбом Второй фронт записаний в грудні 1987 — січні 1988 року в одній з аудиторій РТФ УПІ і випущений на самовиданому магнітоальбомі в 1988 році, з тих пір вважається першим офіційним альбомом гурту, хоча самі музиканти вважають його пробним, «нульовим». Офіційно він був виданий лише в 1997 році, після ремастерингу Олександром Кузнєцовим.

#### Коварство и любовь
Після запису другого альбому Коварство и любовь гурт отримав певну популярність і успішно виступив на кількох рок-фестивалях, зокрема, на III фестивалі Свердловського рок-клубу, де музиканти познайомилися з Андрієм Макаревичем і В'ячеславом Бутусовим. Склад «Агати» в ці роки кілька разів змінювався: на місце Петра Мая прийшов Альберт Потапкін, а другим клавішником став Лев Шутилєв з гурту «Флаг». Гурт перезаписав альбом Коварство и любовь, змінивши список композицій, і з ним виступав в Москві на фестивалях «СыРок», «Интершанс» і «Ступень к Парнасу». Фрагменти виступів Агати Крісті почали показувати по центральному телебаченню в програмі «Взгляд». Завдяки цим ефірам музиканти познайомилися з режисером Андрієм Разбашем, який зняв для них кліп на пісню «Viva Kalman!».

#### Декаданс
Наступний альбом, Декаданс, записаний в 1990 році і виданий в 1991 році. До моменту його запису Потапкіна змінив Андрій Котов, який став беззмінним концертним ударником гурту майже до самого його розпаду. З його приходом сформувався склад гурту, який прийнято вважати класичним: В. Самойлов (вокал, бас, гітари) — Г. Самойлов (вокал, бас, гітари) — Козлов (клавішні) — Котов (ударні).
Сам альбом Декаданс пройшов непоміченим і був оцінений тільки на новому витку популярності колективу. Після його виходу гурт замовк на три роки: творча криза музикантів наклалась на масове падіння інтересу до рок-музики. Перед Козловим постав вибір між кар'єрою кардіолога й участю в гурті. Він вибрав друге, потайки від батьків припинивши навчання в медінституті. Внутрішні протиріччя та фінансові проблеми поставили під загрозу саме існування гурту.

### Пік комерційного успіху (1993—1995)

#### Позорная звезда
В 1993 році, змінивши фраки і тіні для повік на звичайні джинсовки, гурт випускає несподівано вдалий і енергійний альбом Позорная звезда — один з перших в історії російської рок-музики, випущений на компакт-дисках. Запис початкового варіанта альбому був проведений ще в 1992 році, і в тому ж році, 18 грудня, музиканти гурту знялися в однойменному відеофільмі, в якому виконали практично всі пісні зі свого нового альбому. Композицією «Я буду там» з тих пір завершувалася велика частина концертів гурту, а пісня «Как на войне» стала візитною карткою і одним з головних його хітів. Цікаво, що Гліб довго не ділився нею з гуртом, приберігаючи її для своєї сольної творчості, і приніс її в студію лише, коли зрозумів, що підготовлюваний альбом вимагає від музикантів повного вкладення сил. Після першого ж прослуховування Олександр Козлов визначив пісню як головний потенційний хіт альбому.

### Проходження піка популярності (1996—2001)
Записавши в 1996 році альбом реміксів на вже відомі хіти під назвою Heroin 0 Remixed, гурт випустив похмурий і депресивний альбом Ураган, який був вже не такий успішний комерційно, зате був дуже позитивно оцінений колегами музикантів. Взимку 1996 року був знятий кліп на пісню «Два кораблі» в московському дельфінарії: декораціями був обставлений басейн, а посеред нього стояла платформа, де знаходилися музиканти. Прем'єра цього відеокліпу, що стала одним з найбільш довгоочікуваних подій у російському шоу-бізнесі, була одночасною на радіо («Європа Плюс») та телебаченні (ОРТ). Пізніше був знятий відеокліп на пісню «Моряк» за сценарієм Ренати Литвинової, заборонений до показу на ОРТ як «негативно впливає на психіку і не відповідний іміджу громадського каналу».
В лютому 1998 року гурт відіграє ювілейний концерт в «Олімпійському», записаний командою Програми «А» і Сергієм Антиповим, і кілька разів співає на біс. Випускається концертний диск 10 років життя. У тому ж році, в Монте-Карло, група стає лауреатом премії World Music Awards в номінації «Успішно продавана зарубіжна група». Також вона стає і залишається єдиною рок-гуртом, чотири рази нагородженим національною музичною премією «Овація».

### Творча криза.Триллер. Часть 1(2001—2008)
Напередодні 15-річного ювілею гурт гастролював мало і практично не працював над новими піснями. Брати Самойлови брали участь у спільних проектах з іншими музикантами. Так, Вадим зайнявся продюсуванням гуртів «Чичерина» і «Смысловые галлюцинации» і знявся у останніх в кліпі на пісню «Охотники». Крім того, він взяв участь у записі альбому гурту «Пикник» Тень вампира та кліпу на пісню «Не кончается пытка». В 2003 році гурт випустив дві збірки «Вибране» та «Скаzкі»: в останній увійшли деякі пісні з підготовлюваного до виходу нового альбому. В лютому 2003 року музиканти відіграють ювілейний концерт в «Лужниках», знятий Сергієм Антіповим.
Восени 2004 року власними силами, без допомоги сторонніх лейблів, гурт випустив альбом під назвою Триллер. Часть 1. Альбом зібрав позитивні відгуки в пресі, а дві пісні з нього: «Триллер» і «В интересах революции» зайняли лідируючі позиції в чартах «Наше радио». Спочатку брати Самойлови пояснили поділ альбому на частини тим, що до виходу альбому було написано 22 пісні і від подвійного диска враження у слухача залишилося б змазаним. Але в одному з останніх інтерв'ю з'ясувалося, що другої частини не буде.
У вересні музиканти взяли участь у благодійному музичному марафоні «SOSтрадание» по збору коштів на допомогу сім'ям, постраждалим під час теракту в Беслані, виконавши пісні «Чудеса» та «Корвет уходит в небеса». Гурт брав участь у програмі «Первая ночь с Олегом Меньшиковым» на «НТВ» в дуеті з актрисою Іриною Апексімовою з піснею «Бэсса мэ…» з альбому Коварство и любовь, а також в «Неголубом огоньке» на «РЕН ТВ» з власною версією пісні Ігоря Ніколаєва з репертуару співачки Наташі Корольової «Маленькая страна». Пісня виконувалася гуртом на кількох концертах, але згодом була виключена з репертуару через проблеми з авторськими правами.

### Після «Агати»
Незважаючи на заяви Гліба і Вадима про неможливість відновлення гурту, в 2014 році вони разом дають інтерв'ю журналу «The Rolling Stones», стосовно двадцятиріччя альбому «Опіум». Незадовго після цього брати Самойлови зробили заяву, про те, що гурт дасть два «Ностальгічних» концерти в Петербурзі і Москві в лютому 2015 року. Концерти пройшли 14 лютого і 27 лютого відповідно. Наразі можливість продовження творчості залишається невідомою.
У березні стало відомо, що гурт планує відвідати з концертом окупований Луганськ. Насправді там виступив лише Вадим Самойлов.

## Творчість

### Витоки
Самі музиканти, відповідаючи на питання про те, що зробило найбільший вплив на їх творчість, гурт The Cure не згадують. Гліб Самойлов, як правило, називає гурт Pink Floyd (періоду The Dark Side of the Moon, Wish You Were Here і Animals), музику Альфреда Шнітке і казки Е. Т. А. Гофмана. Вадим Самойлов уральські рок-гурти (Наутилус Помпилиус та Урфин Джюс) і той же Pink Floyd.

### Стиль і виконання
Звучання Агата Крісті сильно змінювалося від альбому до альбому. На перших порах гурт дуже приваблювала оперета як «дуже пихатий, манірний і абсолютно неприродний жанр». У такому опереттовому дусі витриманий один з перших альбомів гурту Коварство и любовь, а найвідоміша пісня того періоду, «Viva Kalman!», безпосередньо відсилає до короля оперети Імре Кальмана.
Крім незвичайного симфонічного звучання, гурт звертав на себе увагу тим, що один з вокалістів і бас-гітарист Гліб Самойлов виступав, сидячи на стільці, що породжувало чимало пересудів і чуток. На своєму першому концерті Гліб виступав сидячи за порадою Вадима, щоб приховати хвилювання і не заважати більш досвідченим учасникам гурту, пізніше це перетворилося у своєрідну «фішку» колектива. Вперше Гліб встав зі стільця в 1995 році.

## Склад гурту
Склад 2015 року
- Вадим Самойлов — вокал, гітари, бас, тексти, аранжування, клавішні.
- Гліб Самойлов — вокал, гітари, бас-гітара, тексти, аранжування, клавішні.
- Роман Баранюк  — ударні
- Костянтин Бекрев — клавішні
- Аркадій Баранюк  — клавіші
- Олександр Радченко — гітара, бас

«Золотий» склад
- Вадим Самойлов — вокал, гітари, бас, тексти, аранжування, клавішні.
- Гліб Самойлов — вокал, гітари, бас-гітара, тексти, аранжування, клавішні.
- Олександр Козлов — клавішні, автор пісень (1985–2001, помер в 2001 ріці).
- Андрій Котов — ударні (1989–2008)

Колишні учасники
- Андрій Котов — ударні (1989–2008)
- Олександр Кузнєцов — (1988)
- Олександр Козлов — клавішні, автор пісень (1985–2001, помер в 2001 ріці).
- Петро Май — ударні (1985–1989)
- Альберт Потапкін — ударні (1989–1990)
- Дмитрій Хакімов  — ударні (2008—2010)
- Лев Шутільов — клавіші (1989—1990)

## Дискографія
| Рік  | Назва   | Переклад назви |
| ---- | ------- | -------------- |
| 1985 | «Если»  | Якщо           |
| 1986 | «Голос» | Голос          |
| 1987 | «Свет»  | Світло         |

| Рік  | Назва                | Переклад назви          |
| ---- | -------------------- | ----------------------- |
| 1988 | «Второй Фронт»       | Другий Фронт            |
| 1989 | «Коварство и любовь» | Підступність та кохання |
| 1991 | «Декаданс»           | Декаданс                |
| 1993 | «Позорная звезда»    | Ганебна зірка           |
| 1995 | «Опиум»              | Опіум                   |
| 1997 | «Ураган»             | Ураган                  |
| 1998 | «Чудеса»             | Чудеса                  |
| 2000 | «Майн Кайф?»         | Майн Кайф?              |
| 2004 | «Триллер. Часть 1»   | Тріллер. Частина 1      |
| 2010 | «Эпилог»             | Епілог                  |

| Рік  | Назва                        |
| ---- | ---------------------------- |
| 1995 | «Агата Кристи. Лучшие песни» |
| 1998 | «Легенды Русского Рока»      |
| 2002 | «Избранное»                  |
| 2003 | «Скаzки»                     |
| 2008 | «Агата Кристи. Лучшие песни» |
| 2012 | «Агата Кристи. Лучшие песни» |
| 2015 | «Ностальгия»                 |